# Borstbeeld van Johanna Schouten-Elsenhout

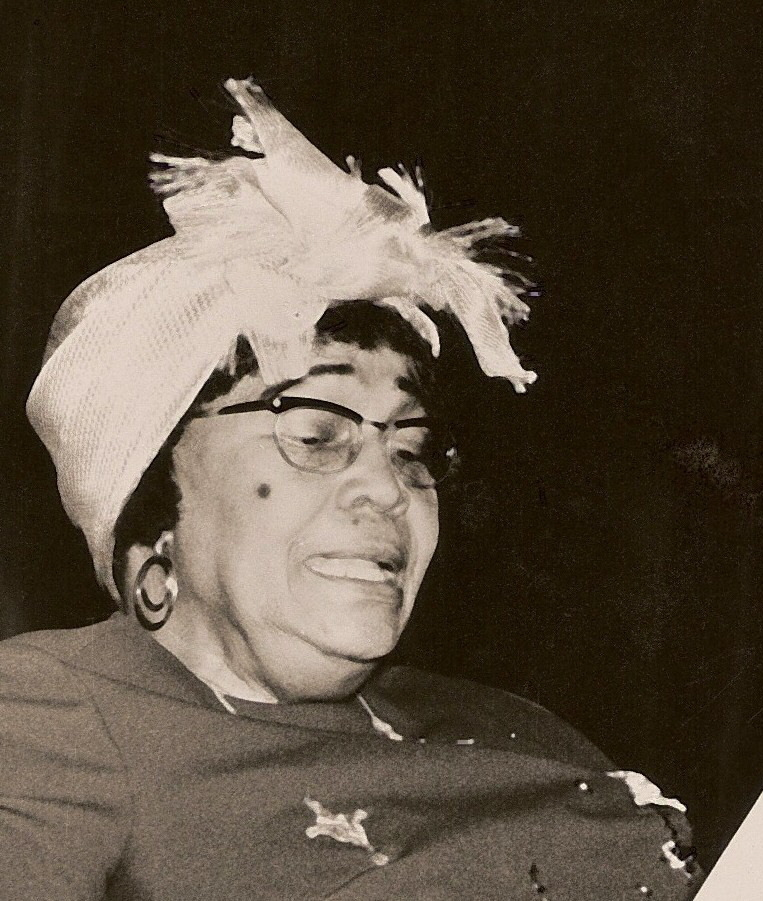
Johanna Schouten-Elsenhout, circa 1980

Het borstbeeld van Johanna Schouten-Elsenhout staat voor het gebouw van het Cultureel Centrum Suriname (CCS) aan de Henck Arronstraat in Paramaribo, Suriname. Het is gemaakt van brons en staat op een sokkel waarop een plaquette is bevestigd. Het gebouw met er binnen een bibliotheek is in 1992 eveneens naar Schouten-Elsenhout vernoemd.
Johanna Schouten-Elsenhout (1910-1992) was een vooraanstaand dichteres en schrijfster. Ze was autodidact en schreef in het Sranantongo. Surinamist Michiel van Kempen schaart haar onder de allerbeste dichters in dit taalgebied. Ze maakte vaak gebruik van odo's en hield zich als autodidact niet aan bestaande versvormen. Ze begon op 46-jarige leeftijd met dichten. Twee jaar later, in 1958, spraken Hein Eersel en Jan Voorhoeve zich op de radio positief uit over haar werk en moedigden haar aan om het te publiceren. In 1962 publiceerde het tijdschrift Soela vier gedichten van haar. Ze bracht ook twee gedichtenbundels uit, in 1963 en 1965.
Het beeld werd onthuld op 8 maart 2011 tijdens de honderdste viering van Internationale Vrouwendag. Het is gemaakt door Erwin de Vries, die het beeld de dag ervoor aan de pers en de Nationale Vrouwenbeweging (NVB) had gepresenteerd. De NVB gaf de opdracht ervoor in het jaar dat de dichteres honderd jaar zou zijn geworden. De onthulling werd voltrokken door een kleurige pangi weg te nemen. Deze handeling gebeurde door vier personen: Eline Graanoogst (voorzitter van de NVB), een achterkleindochter van de dichteres, de kunstenaar De Vries en Otto Ezechiels (directeur van de sponsor van het beeld, de CBvS).
Hierna waren er toespraken van Graanoogst en Elviera Sandie (directeur van het CCS), vertelde Mildred Caprino (historicus) over het leven van de dichteres, gaf Celestine Raalte een voordracht met gedichten en zongen Liesbeth Peroti en An Hensen enkele gedichten die op muziek waren gezet.